# Nick Johnson (Basketballspieler)
Nicholas Alexander „Nick“ Johnson (* 22. Dezember 1992 in Tempe, Arizona) ist ein US-amerikanischer Basketballspieler. Nach dem Studium in seinem Heimatland wurde Johnson im Entry Draft der am höchsten dotierten Profiliga NBA 2014 von den Houston Rockets ausgewählt und spielte für diesen Klub in der NBA sowie für Farmteams in der D-League. Nachdem er sich in der NBA mittelfristig nicht festsetzen konnte, spielte er in der Basketball-Bundesliga 2016/17 für den deutschen Erstligisten FC Bayern München.

## Karriere
Bereits sein Vater „Jumpin Joey“ Johnson verdiente sein Geld mit Basketball und verfügte über eine bemerkenswerte Athletik und eine außergewöhnliche Sprungkraft, während dessen älterer Bruder Dennis Johnson, der Onkel von Nick Johnson, einer der bedeutendsten Spieler der 1980er Jahre war, der mit zwei verschiedenen Klubs drei NBA-Meisterschaften gewann, NBA Finals MVP 1979 war und posthum 2010 in die Naismith Memorial Basketball Hall of Fame aufgenommen wurde. Die ersten beiden Jahre in der High School verbrachte Nick Johnson an der Highland High in Gilbert (Arizona), das benachbart zu seinem Geburtsort im Maricopa County liegt, der Metropolregion von Phoenix. Für die restlichen beiden Jahre an der High School wechselte Johnson an die Findlay Prep in Henderson (Nevada), die sich insbesondere in der Ausbildung von Basketballspielern hervorgetan hat. Vor Johnson wurden dort bereits Avery Bradley, Cory Joseph, DeAndre Liggins und Tristan Thompson ausgebildet, die allesamt später in der NBA spielten. Nach dem Schulabschluss 2011 kehrte Johnson nach Arizona zurück und erhielt ein Stipendium der University of Arizona in Tucson, wo er in der Pacific-12 Conference (Pac-12) der NCAA für die Hochschulmannschaft Wildcats spielte, den etwas renommierteren Rivalen der Arizona State Sun Devils aus Johnsons Geburtsort Tempe. Zusammen mit unter anderem Senior Kyle Fogg, der später ebenfalls in der deutschen Basketball-Bundesliga (BBL) spielte, erreichte Johnson das Finalspiel im Pac-12-Meisterschaftsturnier 2012, das jedoch gegen die Buffaloes der University of Colorado verloren ging, und wurde ins Pac-12 All-Freshmen Team der fünf besten Neulinge der Conference berufen. Als topgesetzte Mannschaft ihrer Regionalgruppe verlor man jedoch das Auftaktspiel im National Invitation Tournament 2012 gegen die Bucknell Bison. In den folgenden beiden Jahren reichte es am Saisonende wieder zur Teilnahme an der seit den 1970er Jahren prestigeträchtigeren landesweiten NCAA-Endrunde, doch im Pac-12-Meisterschaftsturnier verlor man jeweils gegen die UCLA Bruins, einmal im Halbfinale 2013 und ein weiteres Mal im Finalspiel 2014. Nach der Niederlage im Sweet Sixteen der NCAA-Endrunde 2013 gegen die Ohio State Buckeyes stellten die Wildcats mit Johnson sowie unter anderem Transfer T. J. McConnell, „Sophomore“ Brandon Ashley, ebenfalls ein späterer BBL-Profi, sowie den „Freshmen“ Aaron Gordon und Rondae Hollis-Jefferson einen neuen mannschaftsinternen Startrekord von 21 Siegen in Serie zu Beginn der Saison 2013/14 auf, bevor sich Ashley im nächsten Spiel eine saisonbeendende Fußverletzung zuzog. In der Endrunde zogen die Wildcats als topgesetzte Mannschaft ihrer Regionalgruppe bis ins Regional final Elite Eight ein, in dem man nach Verlängerung den Badgers der University of Wisconsin unterlag und den Einzug in das Final Four knapp verpasste. Zusammen mit Mannschaftskamerad Aaron Gordon wurde Johnson in das „Regional All-Tournament Team“ berufen und beide meldeten sich anschließend vorzeitig zur Entry Draft der am höchsten dotierten Profiliga NBA an. Johnson war zudem als Pac-12 Player of the Year ausgezeichnet worden und galt als „Consensus All-American First Team“ der fünf besten NCAA-Spieler der Saison.
Während Freshman Aaron Gordon bereits an vierter Position in der NBA-Draft 2014 ausgewählt worden war, musste Johnson bis zur zweiten Runde warten, bis er an 42. Position von den Houston Rockets ausgewählt wurde. Trotzdem bekam Johnson von den Rockets nach der NBA Summer League 2014 offenbar einen garantierten Drei-Jahres-Vertrag. Gleichwohl stellten die Rockets Johnson bereits Mitte November kurz nach Saisonbeginn erstmals in ihr Farmteam Rio Grande Valley Vipers aus Hidalgo (Texas) an der texanisch-mexikanischen Grenze ab, welches in der Minor League NBA Development League (D-League) spielt. Insbesondere nach dem Jahreswechsel wiederholte sich das Wechselspiel zwischen Abstellen in die D-League und Zurückholen in den NBA-Kader ständig, so dass Johnson schließlich in seiner Rookie-Saison in der NBA auf 28 Einsätze mit durchschnittlich knapp unter zehn Minuten Einsatzzeit pro Spiel kam. In der D-League kam Johnson auf 20 Einsätze mit gut 18 Punkten und fünf Assists im Durchschnitt pro Spiel, wobei er wie auch in der NBA Schwächen bei Würfen aus der Distanz von hinter der Dreipunktelinie zeigte, die er mit einer Erfolgsquote von weniger als 30 % traf. Trotz einer positiven Saisonbilanz verpassten die Valley Vipers erstmals seit drei Jahren die Play-off um den Titelgewinn der D-League. Stattdessen bekam Johnson noch neun Kurzeinsätze in den Play-offs der NBA 2014/15, wo die Rockets als Sieger der Southwest Division bis ins Conference final einzogen, wo sie dem späteren Gesamtsieger Golden State Warriors nach nur einem Sieg in fünf Spielen unterlagen. Bereits im anschließenden Sommer 2015 jedoch tauschten die Rockets Johnson zusammen mit anderen Spielern wieder ein, so dass Johnson zu den Denver Nuggets kam, die ihn eine Woche vor Saisonbeginn der NBA 2015/16 als letzten eingetauschten Spieler aus seinen Verpflichtungen entließen. Johnson kehrte daraufhin in die D-League zurück und schloss sich den Spurs aus Austin (Texas) an. Die Spurs gewannen ihrerseits die Southwest Division der D-League und gewannen in der ersten Play-off-Runde gegen Johnsons ehemalige Mannschaft Valley Vipers, bevor sie nach der verlorenen Halbfinalserie gegen die Los Angeles D-Fenders aus der Titelvergabe ausschieden. Johnson war während der Saison in keinen NBA-Kader mehr hochgezogen worden wie in der Saison zuvor, konnte sich aber über die NBA Summer League 2016 für einen Vertrag in der Saisonvorbereitung bei den Orlando Magic empfehlen, wo er erneut mit Aaron Gordon in einem Kader stand. Nach sechs Wochen beendeten die Magic diesen Vertrag gut eine Woche vor Saisonbeginn wieder.
Nachdem Johnsons Versuche, sich in der NBA festzusetzen, vorerst gescheitert waren, ging er schließlich nach Europa und unterschrieb eine Woche nach der Vertragsauflösung bei den Magic Ende Oktober 2016 einen Vertrag beim deutschen Erstligisten FC Bayern aus München bis Saisonende. Hier wurde er als Wunschspieler bezeichnet und mit viel Vorschusslorbeeren versehen, die er beispielsweise in einzelnen Spielen des EuroCup 2016/17 als „Matchwinner“ in den Schlusssekunden auch bestätigen konnte. Ansonsten erwies sich Johnson mit der Spielweise in Europa wenig vertraut, was sich in vergleichsweise häufigen Ballverlusten zeigte, und Trainer Saša Đorđević limitierte in der zweiten Saisonhälfte Johnsons Einsatzzeit. Nach einer überzeugenden Vorstellung in den Gruppenphasen des EuroCups, in der die Bayern unter anderem den spanischen Vertreter Unicaja Málaga zweimal besiegt hatten, mussten sie sich im Play-off-Viertelfinale trotz Heimrecht im entscheidenden dritten Spiel dieser Mannschaft geschlagen geben, die anschließend den Titel gewann. Im easycredit BBL-Pokal 2017 konnten sich die Bayern im Halbfinale für die Vorjahres-Finalniederlage vor eigenem Publikum beim  Gastgeber Alba Berlin nach einer starken Vorstellung von Johnson revanchieren, doch im Finale unterlagen die Bayern dem Meister Brose Bamberg knapp mit 71:74, nachdem Johnson in den Schlusssekunden entscheidend geblockt wurde. Als Dritter zogen die Bayern in die Play-offs um die deutsche Meisterschaft ein, in denen sie im Viertelfinale erneut Alba Berlin in vier Spielen besiegten, bevor sie sich ohne eigenen Sieg in drei Spielen dem Titelverteidiger und Pokalsieger Brose Bamberg geschlagen gaben. In den Play-offs reduzierte sich Johnsons Einsatzzeit auf unter 15 Minuten pro Spiel und bei den letzten beiden Niederlagen gegen Bamberg wurde er überhaupt nicht mehr eingesetzt.